# Stazione Neapolis
La Stazione Neapolis è una sezione del museo archeologico nazionale di Napoli, accessibile gratuitamente dalla stazione Museo della linea 1 della metropolitana.

## I reperti archeologici

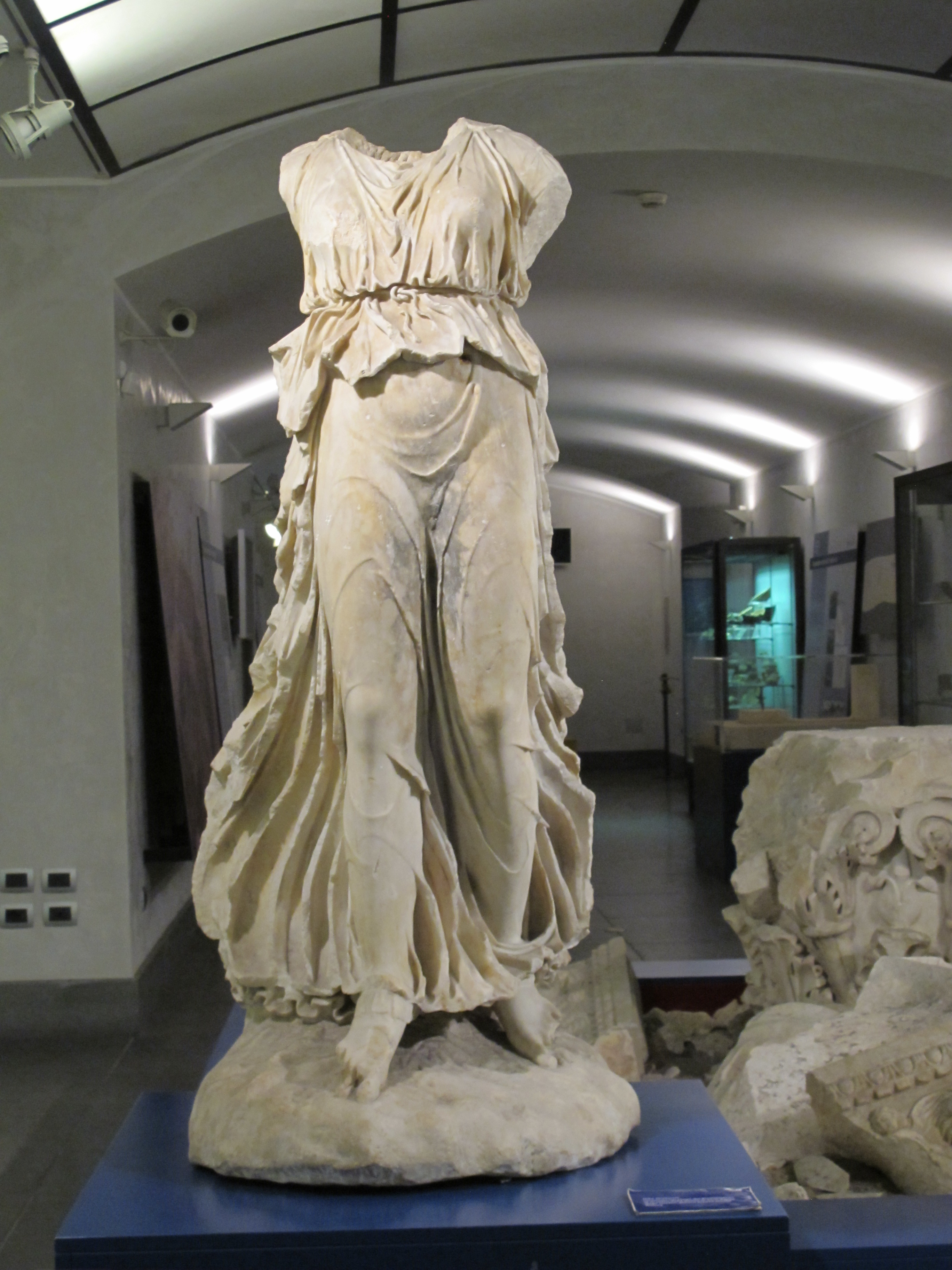
Nike ritrovata nel 1893 presso il borgo Orefici

L'esposizione si focalizza tutta nei resti e reperti archeologici della metropolitana di Napoli rinvenuti più precisamente durante i lavori di scavo della linea 1, in particolare nell'area di via Toledo, piazza Giovanni Bovio, piazza Nicola Amore e piazza Municipio, delle quali solo quest'ultima ha dato luce a circa 3000 pezzi archeologici.
I ritrovamenti sono attribuibili a diverse epoche della città partenopea, iniziando dalla preistoria, passando per quella greca, poi quella romana, giungendo a quella bizantina e medievale fino ad arrivare al periodo spagnolo. Suddivisi per le varie epoche alle quali essi appartengono, i reperti sono: 
- Napoli preistorica: nell'area di Via Toledo, ai piedi della collina di Sant'Elmo, sono state scoperte tracce di un terreno coltivato databili al IV millennio a.C. Il ritrovamento è giunto fino ai giorni nostri grazie ad un'eruzione vulcanica nella zona flegrea che consentì alle ceneri di proteggere il reperto;
- Napoli greca: scoperti vasellame ed altri pezzi rinvenuti in piazza Municipio, dove sorgeva il porto antico. Altri materiali sono stati rinvenuti in piazza Nicola Amore;
- Napoli romana: sono stati rinvenuti resti architettonici (Capitello corinzio, tracce di colonne e trabeazioni e una scultura ornamentale) di una zona sotto Piazza Giovanni Bovio e tre modelli in scala delle galere trovate in Piazza Municipio;
- Napoli bizantina: raccoglie alcuni frammenti del periodo appena successivo all'età romana. Testimonianza più concreta sono le vestigia di una fortificazione ritrovate in piazza Bovio. Il periodo svevo è testimoniato dalla ricostruzione di una fontana del XIII secolo, rinvenuta nella zona dell'odierno Rettifilo, all'altezza di Piazza Nicola Amore;
- Napoli spagnola (dal XV secolo al XVII secolo): i reperti descrivono le mutazioni urbanistiche avvenute in città.

Nel museo, sono inoltre visibili anche tracce di fondamenta delle demolizioni che hanno riguardato il tratto di Via Toledo durante il periodo fascista.
Infine, nelle rispettive aree in cui si sono effettuati gli scavi per le realizzazioni delle stazioni metropolitane, sono stati scoperti alcuni siti archeologici che rimarranno in loco, come il tempio dei giochi Isolimpici di piazza Nicola Amore, l'antico porto di Neapolis in piazza Municipio e tre caravelle di epoca romana sempre ivi rinvenute, la cui definitiva ubicazione è ancora da stabilirsi.

## Galleria d'immagini

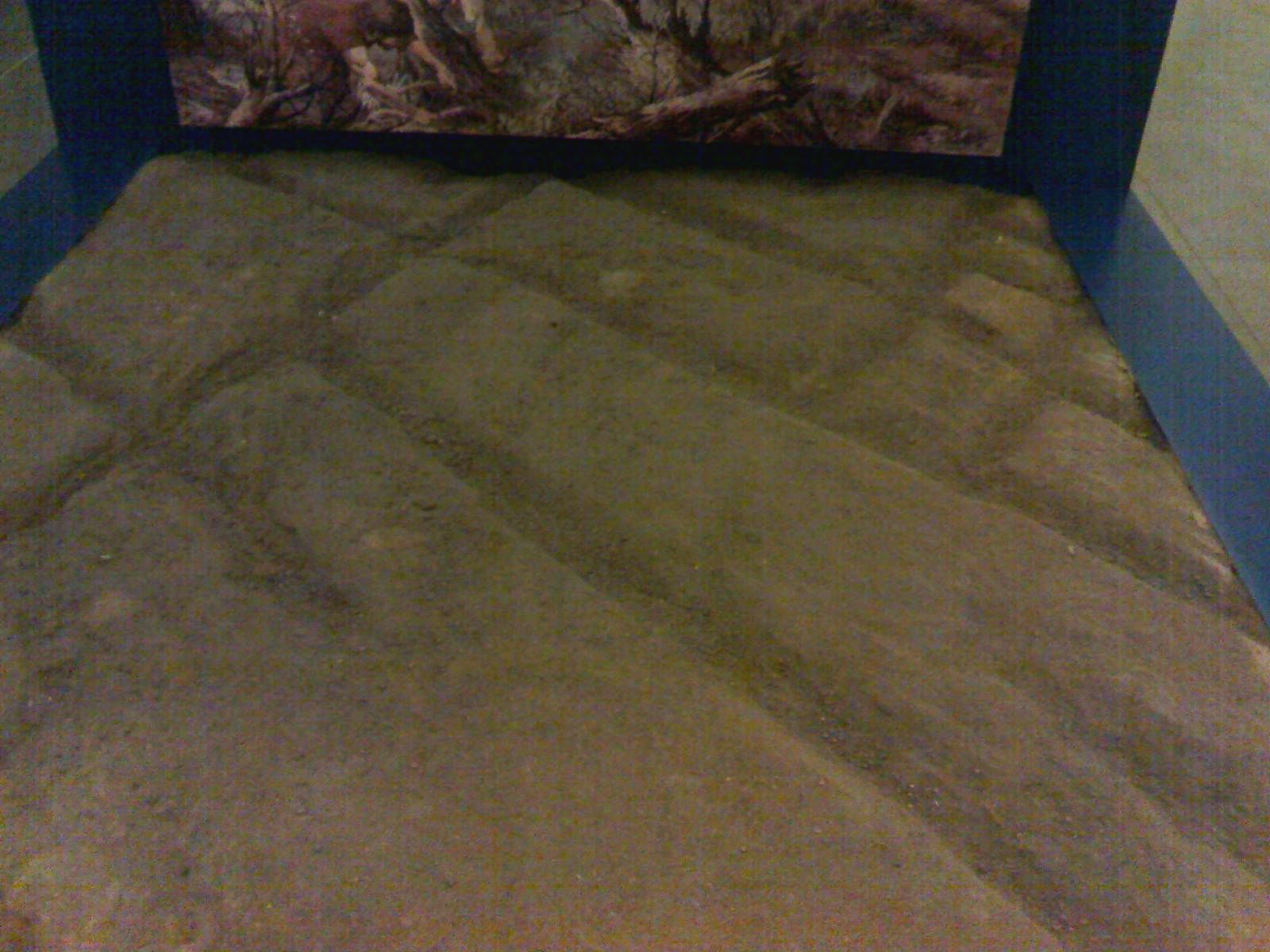
Un calco di arature di età neolitica rinvenuto durante i lavori di scavo della stazione Toledo
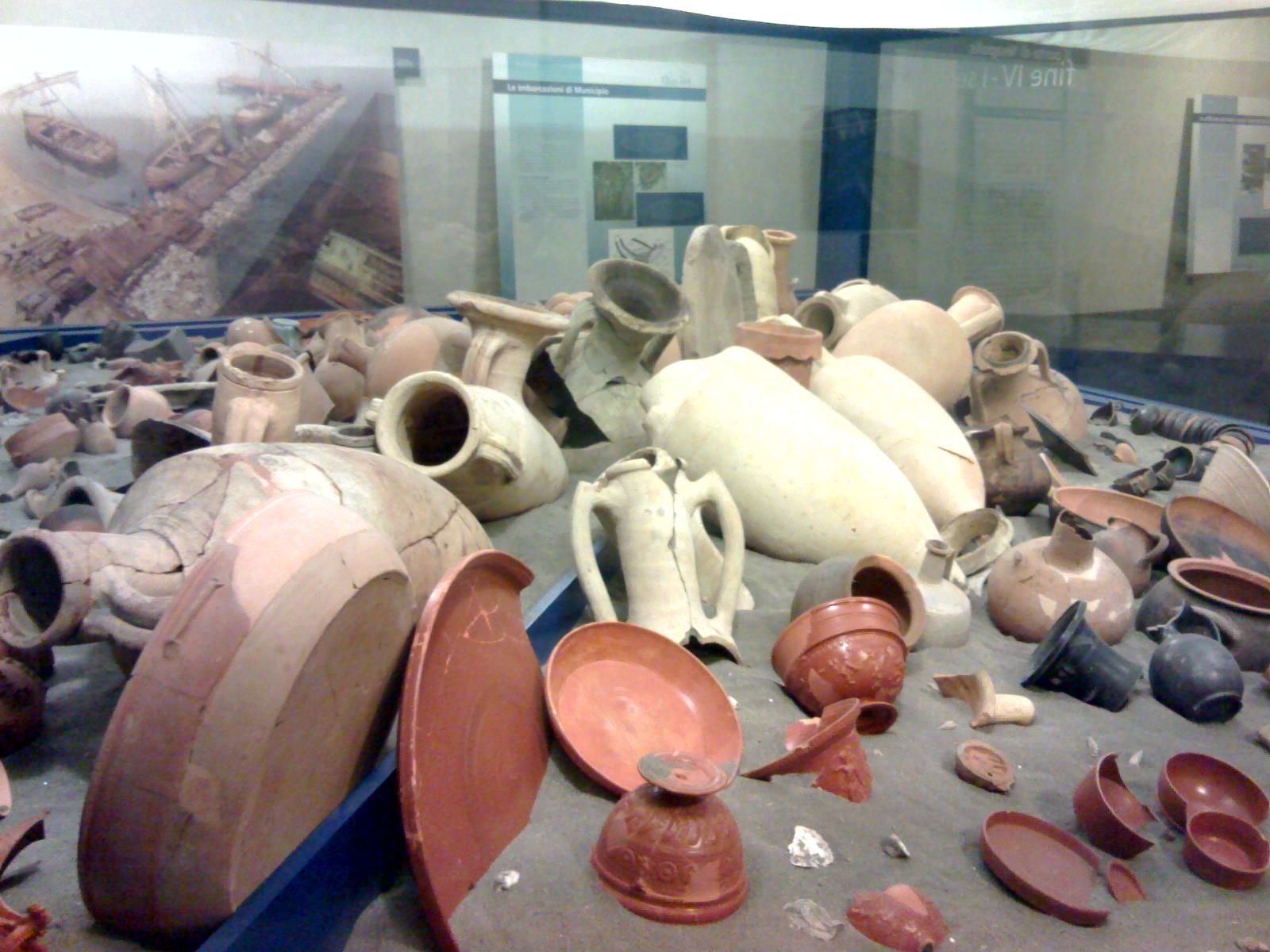
Alcuni reperti rinvenuti durante i lavori in piazza Municipio
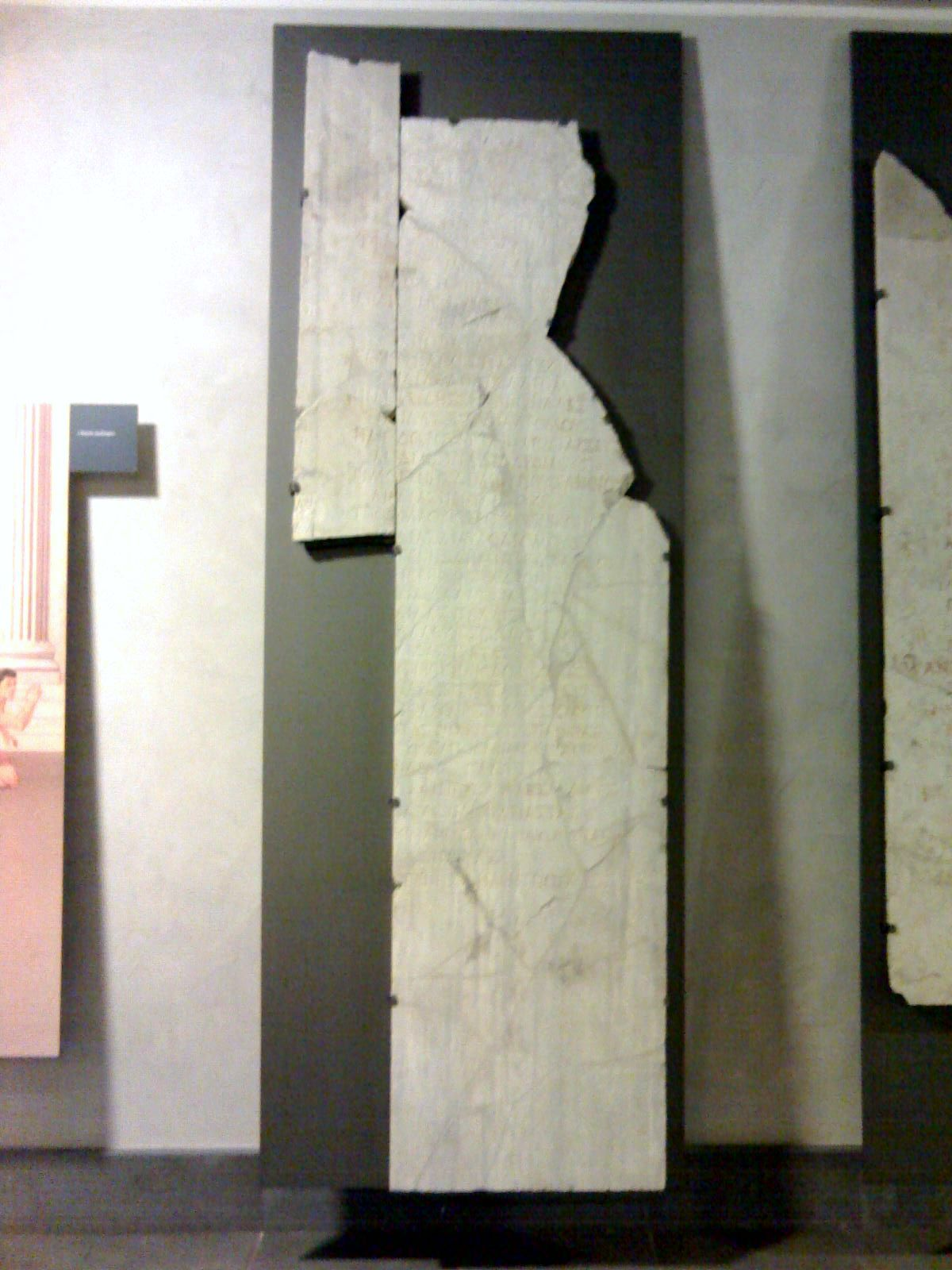
Epigrafe marmorea con i nomi di coloro che vinsero le Isolimpiadi
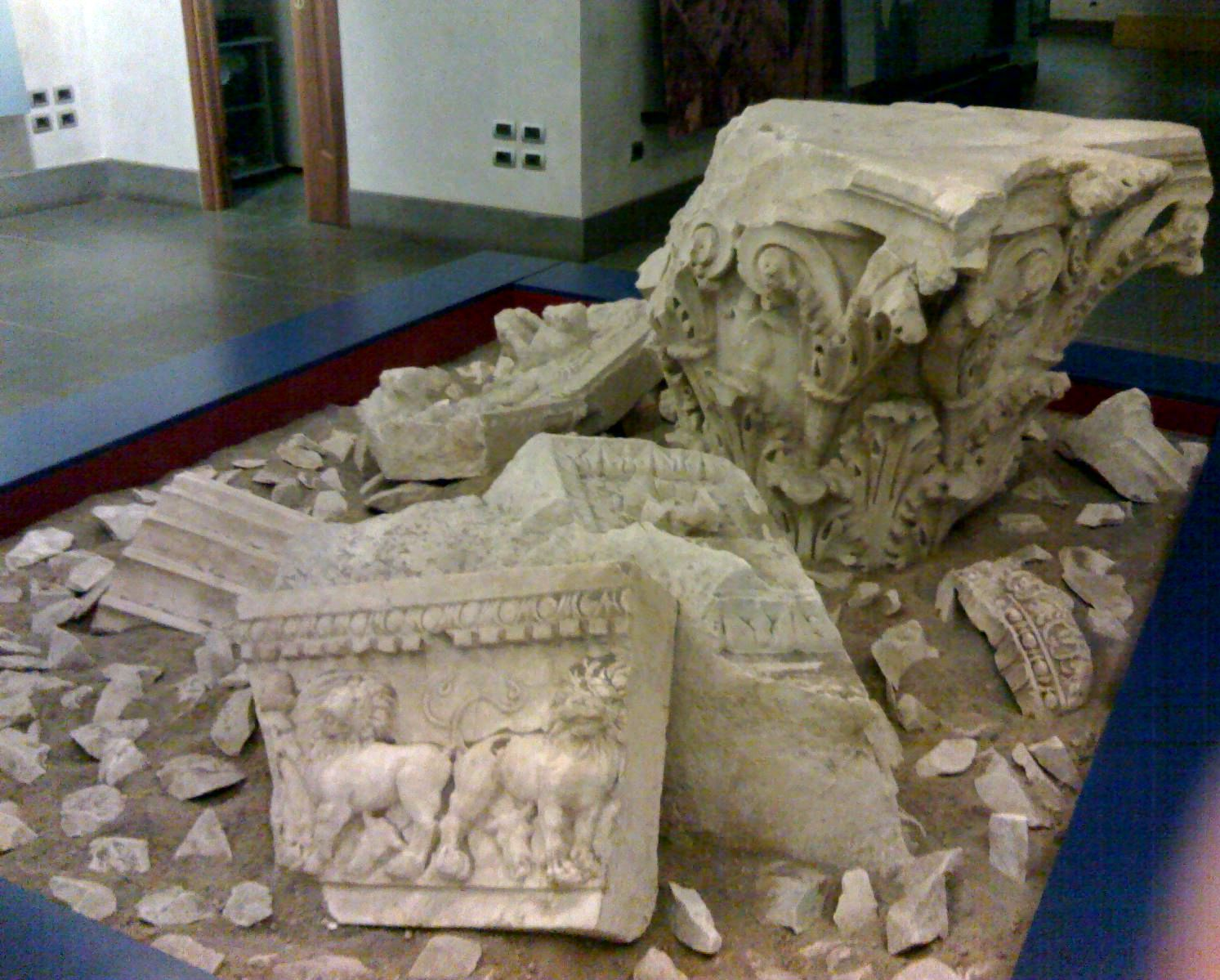
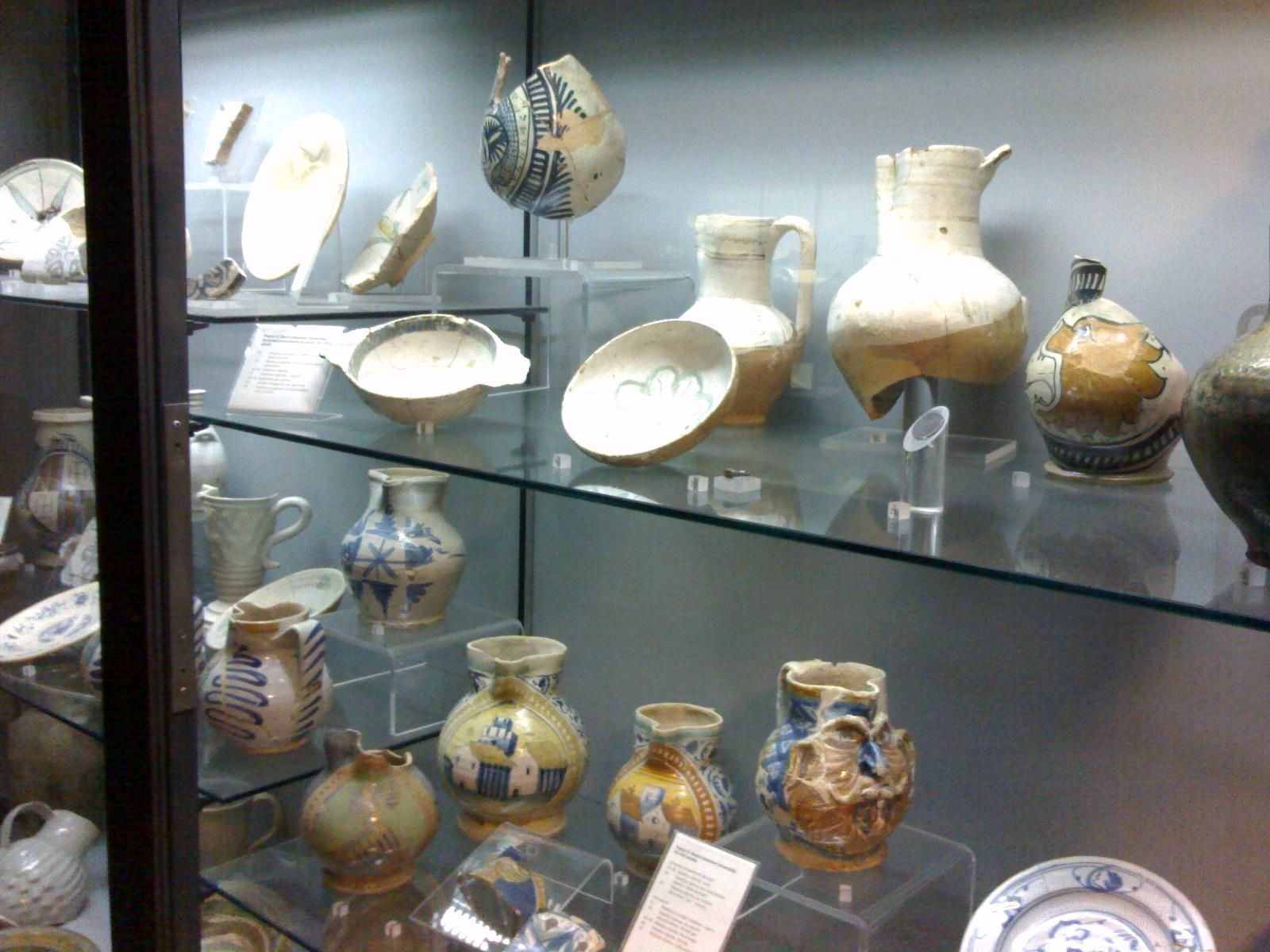
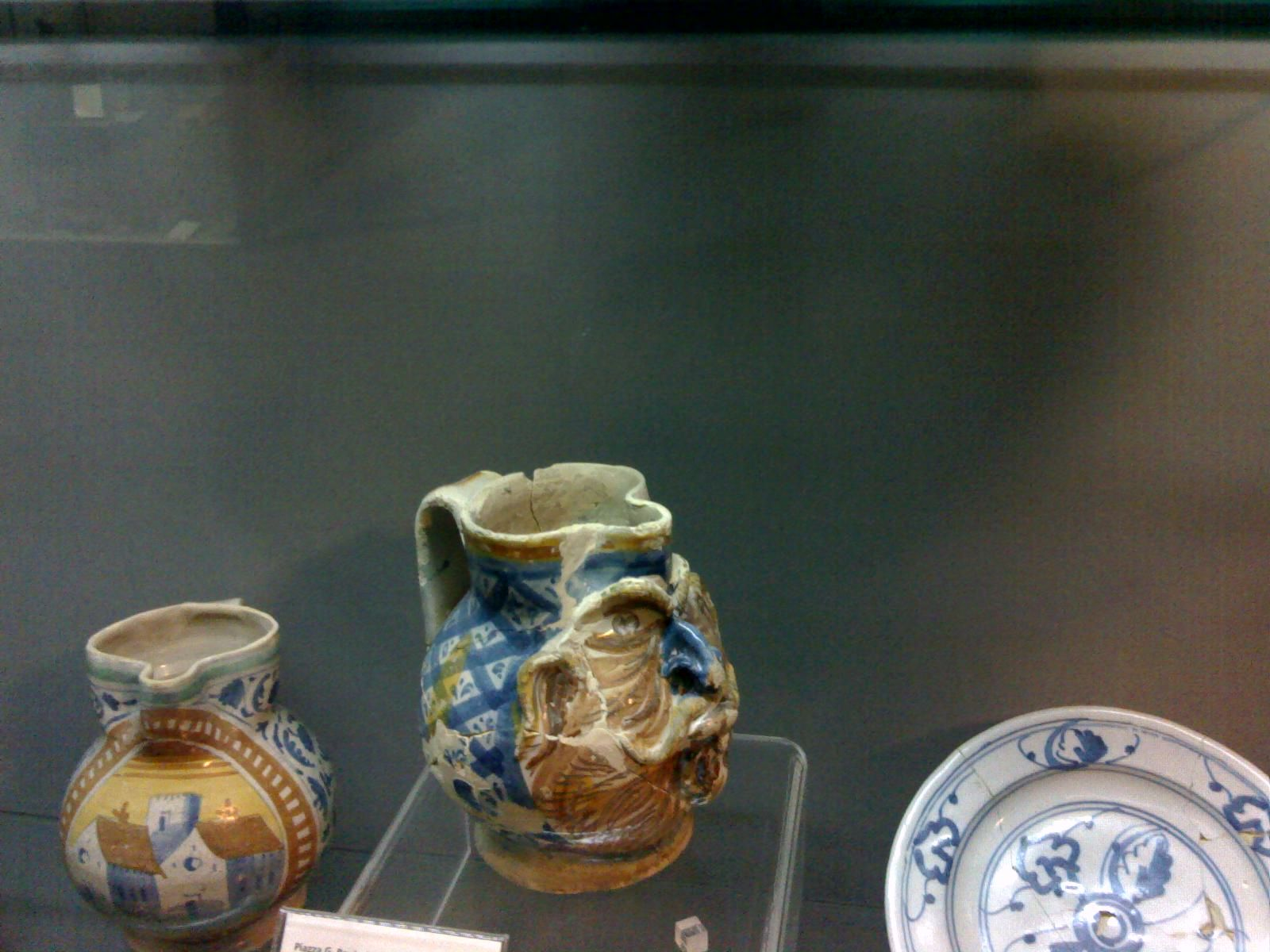
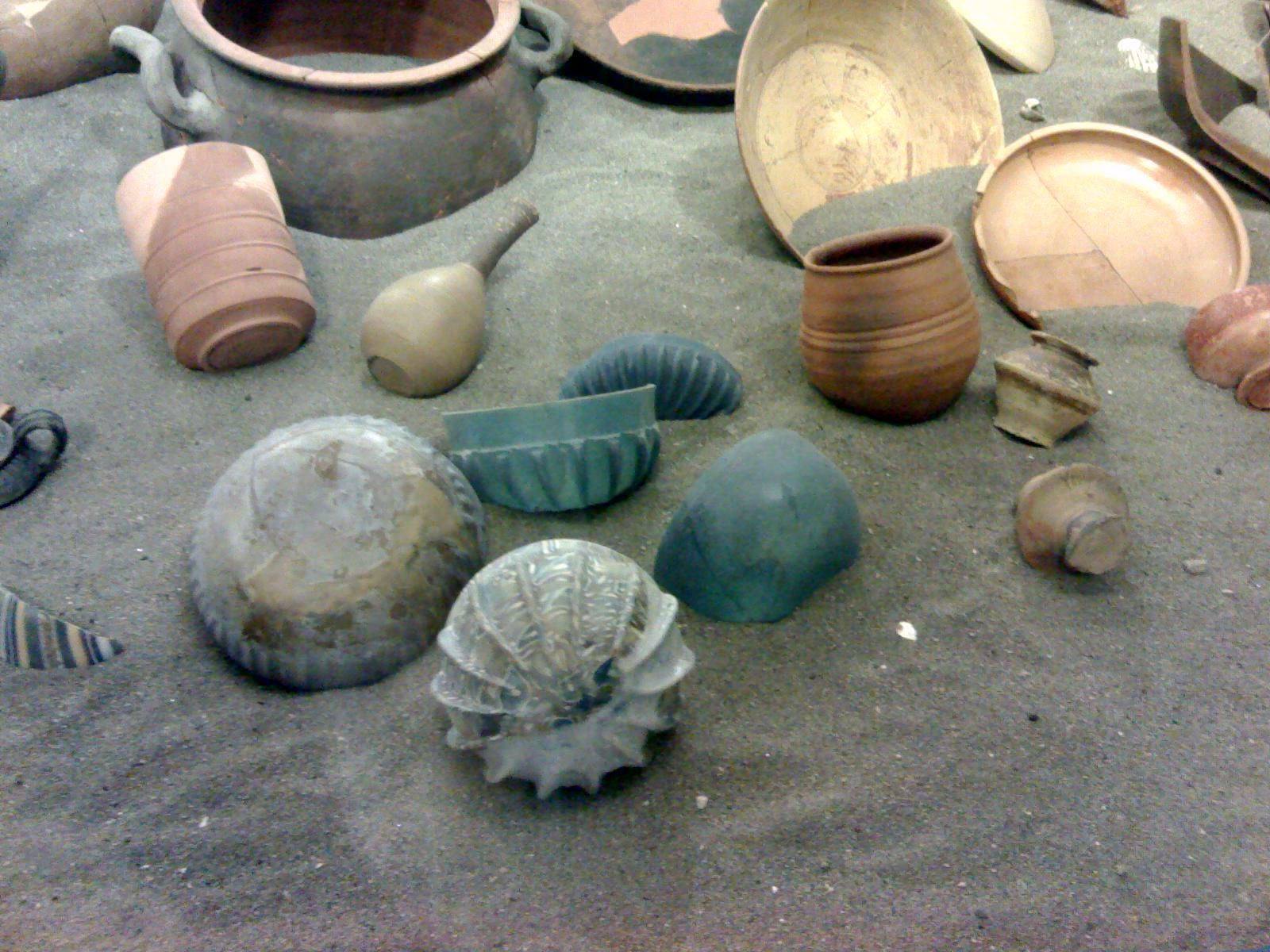
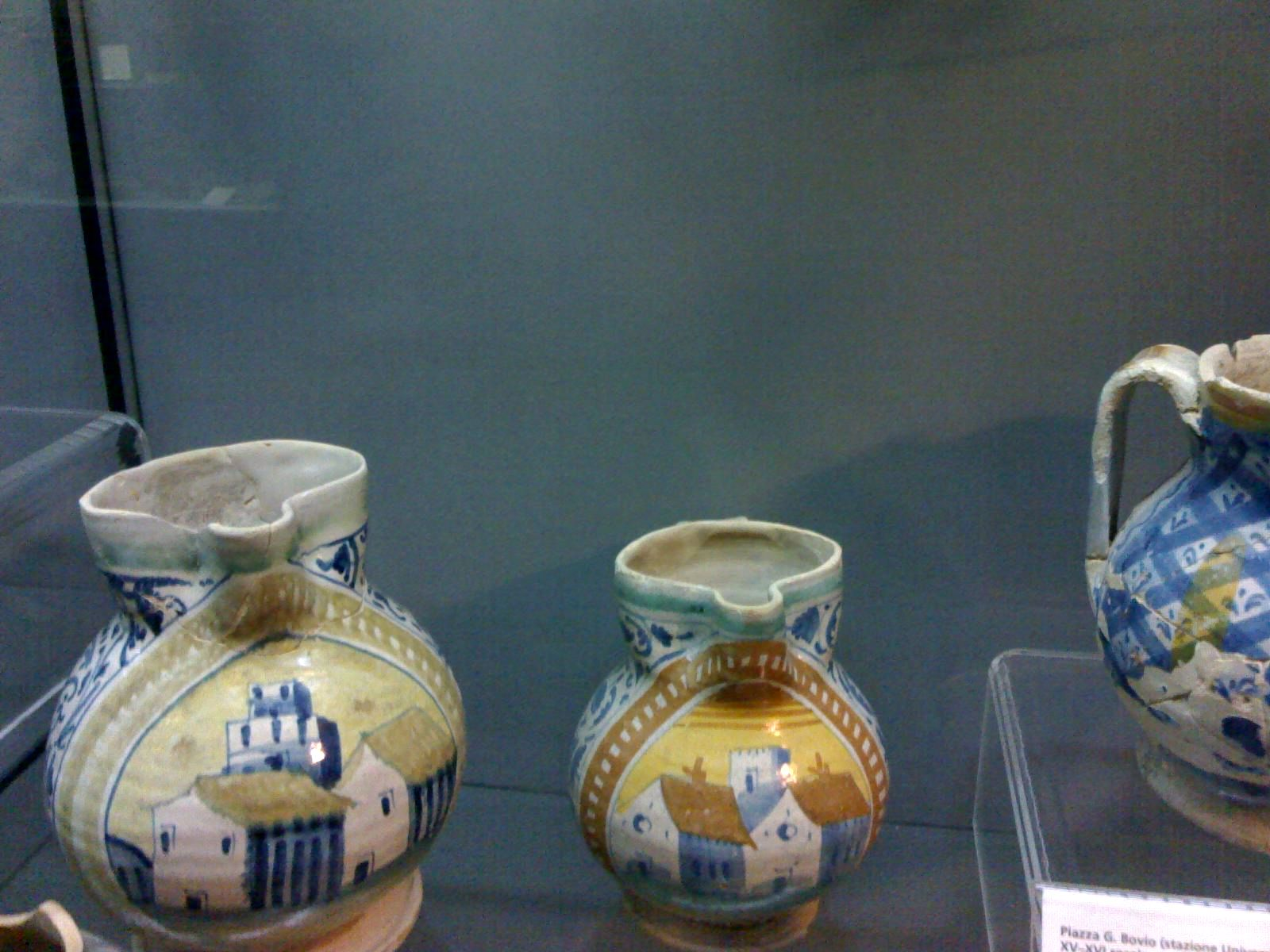